# Федір Жученко
Фе́дір Іва́нович Жуче́нко (?—1709) — полтавський полковник Війська Запорозького. Представник старовинного козацького роду Жученків, з покозачених шляхтичів.

## Біографія
Згідно реєстру 1649 року значився козаком 1-ї сотні ППВЗ. У липні 1659 року вперше призначений полковником. На чолі полку брав участь у військовій кампанії Хмельниченка, залишився вірним гетьману після Чуднівської угоди, на відміну від більшості лівобережних полковників восени 1660-го — навесні 1661-го не визнав зверхність над Лівобережжям московського царя Олексія Михайловича. У квітні того ж року відмовився від участі в обранні Сомка на гетьманство, зоставшись під булавою Ю. Хмельницького, після остаточної поразки останнього повернувся до Полтави. З травня 1670 року, після поразки полтавського козацтва у двобоях із московсько-сіверськими силами, Жученко, склавши присягу царю та Ігнатовичу, знову опинився на полковницькому уряді змістивши Кублицького. 1672 року за гетьмана Самойловича Федіра Івановича позбавлено звання на користь Дем'яна Гуджола. 1676-го брав участь у Чигиринській виправі, під час боїв за місто був поранений. Недовго полковував 1679 року, на довший термін обирався після Коломацьких статей (1687—1691). Учасник Кримських походів 1687 і 1689 років.
Як і переважна більшість тогочасної старшини південних полків, що дотримувались схожих із січовиками поглядів, перебував в опозиції до Івана Мазепи, який на той час завзято проводив промосковську політику. Зрештою гетьман позбавив Жученка посади призначивши полковником у Полтаві слухняного вихреста Герцика. Формальним приводом стала судова справа (серпень 1691-го) щодо втрати коней під час останнього Кримського походу.
Полишивши службу зберігав свій вплив через зятів — генерального писаря Василя Кочубея та полковника Івана Іскру, за котрих він видав заміж своїх дочок Любов та Параску відповідно.
Ще за Самойловича отримав у володіння Жуки, для Покровської церкви у котрих пожертвував дзвін (1704).

## Нащадки
Мав двох синів — Петра і Романа. Дві дочки Жученко, Любов і Параска, були видані відповідно за Василя Кочубея та Івана Іскру. Ще дві дочки, чиї імена не збереглися, були видані за полковника Івана Черняка і Степана Заліського.
Нащадком роду по чоловічій лінії був племінник полковника Петро Тимофійович — полковий сотник (1676—1677) та наказний полковник (1676), сотник сорочинський (1715—1719). Гілка роду, що взяла початок від старшого онука Петра Тимофійовича, священика Григорія Яковича, стала зватися Жуковськими, а та, що походила від молодшого, значкового товариша Кирила Яковича (бл. 1743 — р. с. невід.) зберегла прізвище Жученко.

## Вшанування пам'яті
У Полтаві існує вулиця Федора Жученка.
У місті Кременчук є тупик Федора Жученка.